# Francisco Véjar
Francisco Véjar Paredes (Viña del Mar, 14 de diciembre de 1967) es un poeta, antologador y crítico literario chileno. 

## Biografía
En 1998 trabajó como seleccionador de textos, notas y prologuista de la antología Imágenes quebradas, del poeta Armando Uribe. Fue coordinador del libro El molino y la higuera" y seleccionador de textos de Hotel Nube, en El mudo corazón del bosque y Lo soñé o fue verdad, del poeta Jorge Teillier. Asimismo, en 1999 edita la Antología de la joven poesía chilena. Más tarde, en 2002, publicó Georg Trakl, homenaje al poeta austríaco desde Chile, en coautoría con Sven Olsson y Armando Roa Vial.
Colabora con Artes y Letras de El Mercurio y con la revista Clarín, de España; es profesor de la Universidad del Desarrollo, en Santiago de Chile, y dirige el taller Villarreal.
Sus poemas han sido traducidos al inglés, italiano, catalán, portugués y croata. Fue publicado en la revista italiana Poesia (n.º 202, febrero de 2006), dirigida por Nicola Crocetti; allí se tradujeron 22 de sus poemas, precedidos de un estudio de Cristina Sparagana (it). Fue editado en Coyote (Brasil), con traducciones de la poeta y ensayista brasileña Cristiane Grando. Parte de su obra ha sido antologizada, tanto en Chile como en el extranjero. 
Ha publicado una decena de poemarios; sobre su obra, con ocasión de la salida de La fiesta y la ceniza (2008), el crítico Pedro Gandolfo escribió: "La poesía de Francisco Véjar se despliega lejos de toda pretensión y trucos de laboratorio. Su voz, su forma y sus contenidos se apartan de fingimientos y astucias; no fuerza un poetizar más allá de su propio mundo espiritual, biográfico, de lecturas, experiencias y emociones".

## Obras

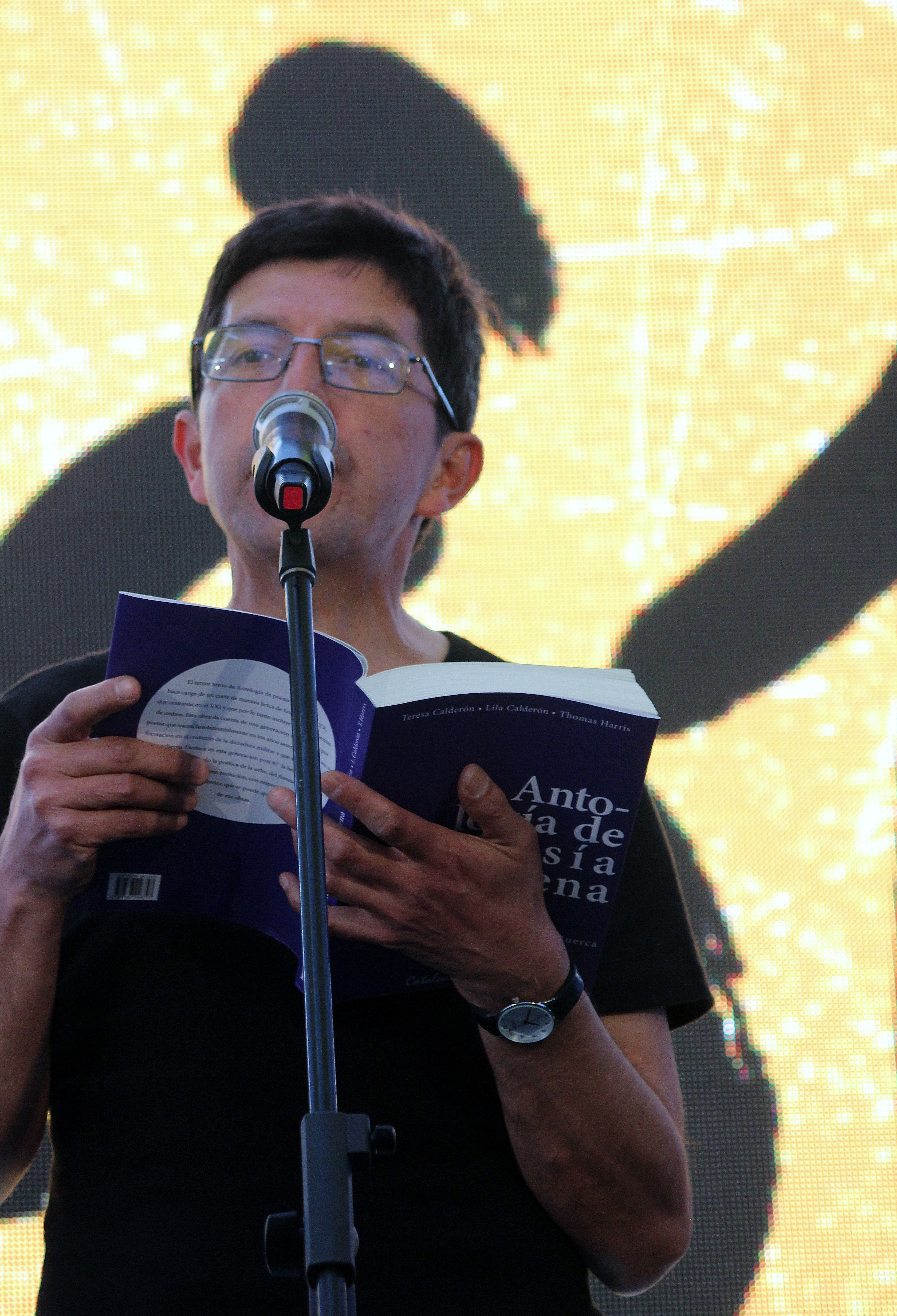
Véjar en el Festival de Autores de Santiago 2018

- Fluvial, Ediciones Literatura Alternativa, 1988
- Música para un álbum personal, Editorial Fértil Provincia, 1992
- Continuidad del viaje, Mosquito Editores, 1994
- A vuelo de poeta, Dolmen Ediciones, 1996
- Canciones imposibles, Ediciones del Temple, 1998
- Los inesperados, 14 crónicas sobre 14 autores, Tajamar Ediciones, 2000
- País insomnio, Be-uve-Dráis Editores, Imprenta Salesianos, 2000 (Pequeño Dios Editores, 2015)
- El emboscado, Ediciones La Pata de Liebre, 2003
- Bitácora del emboscado, Ediciones Alsur, 2005
- La fiesta y la ceniza, Editorial Universitaria, Santiago, 2008
- Cicatrices y estrellas, Huerga & Fierro Editores, Madrid, 2016